# Kazuhiko Takeda
Kazuhiko Takeda (jap. 竹田 一彦, Takeda Kazuhiko, * um 1950) ist ein japanischer Jazzgitarrist.
Kazuhiko Takeda spielte Mitte der 1970er-Jahre mit Takashi Furuya und dem  Yoshiaki Otsuka Trio (Solitude, 1975).  Unter eigenem Namen spielte er zunächst 1985 das Album The Good Life ein, auf dem er in Streicherbegleitung in wechselnden Besetzungen mit Kiyoshi Takeshita (Piano), Shintarō Nakamura (Bass) sowie den Schlagzeugern Jimmy Cobb und Joe Jones Jr. zu hören ist. 2009 nahm er das Livealbum Just in Time auf, mit Satoru Ajimine (Piano) und Kōsuke Inoue (Bass). 2012 entstand – in Triobesetzung mit Tsutomu Okada und Yoshihito Eto – das Album I Thought About You, gefolgt von Takeda Meets Tana Again (Waon 2015), das er mit Satoru Ajimine, Kosuke Inoue und Akira Tana eingespielt hatte. Darauf interpretierte er populäre Standards wie „Corcovado“, „How High the Moon“, „If You Could See Me Now“, und „Love for Sale“. Im Bereich des Jazz listet ihn Tom Lord zwischen 1975 und 2015 bei fünf Aufnahmesessions. Er arbeitete außerdem mit der Sängerin Sandi Blair, dem Saxophonisten Ro Hasegawa und dem Pianisten Kazuo Suzuki; ferner spielte er im Duo mit dem Gitarristen Yoshitaka Kanno.